# Марчиньский, Томаш
Томаш Марчиньский (пол. Tomasz Marczyński, род. 6 марта 1984 года в Кракове, Польша) — польский профессиональный шоссейный велогонщик, выступающий за команду мирового тура «Lotto Soudal». Многократный чемпион Польши. Победитель двух этапов на Вуэльте Испании 2017.

## Карьера
Дебютировал в профессионалах в 2006 году за проконтинентальную команду «Ceramica Flaminia». В этом же году стал призером, а в 2007 — чемпионом Польши в групповой гонке.
После года выступлений за итальянскую команду «Miche–Silver Cross–Selle Italia», в 2010 году перешел в CCC-Polsat-Polkowice. В её составе в 2011 году стал абсолютным чемпионом Польши, выиграв групповую и индивидуальную гонки, a также первенствовал на домашнем Турe Малопольши.
В 2012 и 2013 годах выступал за голландскую проконтинентальную команду «Vacansoleil-DCM». В марте 2012 года победил в спринтерской классификации Вуэльты Каталонии, а в августе — горной классификации Тура Польши. Последнее достижение на родной гонке повторил в следующем году.
В 2014 году вернулся в CCC-Polsat-Polkowice, но за один сезон в ней не показал значимых результатов и в 2015 году подписал контракт с турецкой континентальной командой «Torku-Şekerspor». В её составе он снова стал чемпионом Польши в групповой гонке, а также выиграл две многодневных гонки категории 2.2: Тур Марокко и Тур Чёрного моря.
В сентябре 2015 года объявил, что со следующего года присоединиться к бельгийской команде «Lotto Soudal», выступающей в мировом туре.
В 2017 году участвовал в Вуэльте Испании и победил на двух этапах. На среднегорном этапе 6 поляк отобрался в многочисленный отрыв дня. После ряда атак из отрыва на последнем подъёме, впереди остались Марчински, Энрик Мас (Quick-Step Floors) и Павел Полянски (Bora-Hansgrohe), которые не дав соперникам и группе фаворитов приблизиться, успели разыграть спринт на финише этапа, где Марчински опередил своих попутчиков и одержал первую в карьере победу на гранд-туре. На этапе 12 Марчински сделал дубль, атаковав за 4 км до финальной вершины из отрыва и финишировав соло с почти минутным преимуществом над ближайшими преследователями.

## Достижения
2006
Чемпионат Польши
2-й  Групповая гонка
2007
Чемпионат Польши
1-й  Групповая гонка
3-й, Гран-при Аргау
8-й, Рут-дю-Сюд
9-й, Вуэльта Чиуауи
10-й, Триберг-им-Шварцвальда
2008
2-й, Классика Алькобендаса
5-й, Вуэльта Астурии
1-й на этапе 4
2009
9-й, Тур Бриксии
2010
1-й  Тур Сеула
1-й на этапе 1
2-й, Кубок Карпат
3-й, Шляхем Гродов Пястовских
1-й на этапе 2
10-й, Вуэльта Мурсии
2011
Чемпионат Польши
1-й  Групповая гонка
1-й  Индивидуальная гонка
1-й  Тур Малопольши
3-й, Мемориал Хенрика Ласака
2012
Тур Польши
 Горная классификация
Вуэльта Каталонии
 Спринтерская классификация
Вуэльта Мурсии
 Горная классификация
3-й, Тур Кёльна
8-й, Тур Пекина
2013
Тур Польши
 Горная классификация
2014
8-й, Шляхем Гродов Пястовских
2015
Чемпионат Польши
1-й  Групповая гонка
1-й  Тур Марокко
1-й на этапах 1, 4, 7
1-й  Тур Чёрного моря
 Горная классификация
1-й на этапе 1
8-й, Тур Турции
2017
Вуэльта Испании
1-й на этапах 6, 12

## Статистика выступлений

### Гранд-туры
| Гонка           | 2012 | 2013 | 2014 | 2015 | 2016 | 2017 |
| --------------- | ---- | ---- | ---- | ---- | ---- | ---- |
| Джиро д'Италия  | НФ   | —    | —    | —    | —    | 47   |
| Тур де Франс    | —    | —    | —    | —    | —    | —    |
| Вуэльта Испании | 13   | НФ   | —    | —    | —    | 55   |

### Национальный чемпионат
| Соревнование     | Соревнование | 2006 | 2007 | 2008 | 2009 | 2010 | 2011 | 2012 | 2013 | 2014 | 2015 | 2016 | 2017 |
| ---------------- | ------------ | ---- | ---- | ---- | ---- | ---- | ---- | ---- | ---- | ---- | ---- | ---- | ---- |
| Чемпионат Польши | ГГ           | 2    | 1    | —    | —    | —    | 1    | —    | —    | 8    | 1    | —    | —    |
| Чемпионат Польши | ИГ           | —    | —    | —    | —    | —    | 1    | —    | —    | 10   | 5    | —    | —    |

| —  | Не участвовал  |
| НФ | Не финишировал |